# Gwyneth Dunwoody
Gwyneth Dunwoody (n. 12 decembrie 1930 – d. 17 aprilie 2008) a fost un om politic britanic, membru al Parlamentului European în perioada 1973-1979 din partea Regatului Unit. 
1. 1 2  Hon. Gwyneth Patricia Phillips, The Peerage
2. ↑   http://news.bbc.co.uk/1/hi/uk_politics/7353743.stm Lipsește sau este vid: |title= (ajutor)
3. 1 2 3  The Peerage
4. 1 2 3  TheyWorkForYou
5. 1 2 3 4 5 6 7  Hansard 1803–2005